# CA Rentistas
Club Atlético Rentistas, är en fotbollsklubb i Montevideo, Uruguay. Klubben grundades 22 mars 1933 och spelar sina hemmamatcher på Estadio Complejo Rentistas. Laget spelar i ett rött matchställ.